# Kim Dong-sub
Kim Dong-sub est un footballeur international sud-coréen né le 29 mars 1989 à Icheon. Il est attaquant.

## Biographie
Kim Dong-sub participe à la Coupe du monde des moins de 20 ans 2009 avec la Corée du Sud. La Corée du Sud atteint les quarts de finale de la compétition, Kim Min-woo disputant trois matchs lors de ce tournoi.
Après des débuts professionnels au Japon, Kim Dong-sub retourne en Corée et s'engage en 2011 avec le club du Gwangju FC.